# Vrede van Rastatt

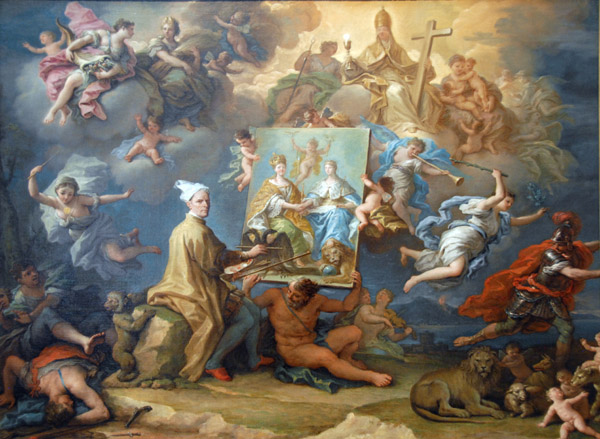

De Vrede van Rastatt, gesloten op 7 maart 1714 in het Duitse Rastatt, was in wezen een vervolg van de Vrede van Utrecht. 
Het verdrag werd in 1713 en 1714 onderhandeld door de maarschalk van Frankrijk, Claude Louis Hector de Villars en de Oostenrijkse prins Eugenius van Savoye. Samen met de vrede van Utrecht maakte het een eind aan de Spaanse Successieoorlog (1701-1714). Daardoor kwamen onder meer de Zuidelijke Nederlanden aan de  Oostenrijkse Habsburgers.
Na Rastatt waren de vijandelijkheden tussen koning Lodewijk XIV van Frankrijk en keizer Karel VI  van het Heilige Roomse Rijk nog niet helemaal beëindigd. Daartoe volgde nog de vrede van Baden in het najaar.